# キャンディライド
キャンディライド（英：Candy Ride）は、アルゼンチン生産、同国およびアメリカ合衆国調教の競走馬、種牡馬。主な勝ち鞍は2003年のパシフィッククラシックステークス、2002年のサンイシドロ大賞、JSアンチョレナ大賞。

## 現役時代
2002年8月にアルゼンチンでデビューし、12馬身差で勝利。2戦目のG1競走サンイシドロ大賞も8馬身差で制する。3戦目のG1競走JSアンチョレナ大賞でも2着に8馬身差をつけ、さらに芝1600メートルの世界レコードとなる1分31秒01のタイムを記録してGI2勝目を挙げる。アルゼンチン時代の3戦で2着馬に付けた着差の合計は28馬身に上った。
2003年よりアメリカ合衆国に移籍し、ハリウッドパーク競馬場でのオプショナルクレーミング競走を勝ってアメリカンハンデキャップもレコードタイムで制し連勝する。移籍3戦目のパシフィッククラシックステークス(GI)ではデルマー競馬場のダート10ハロンのコースレコードとなる1分59秒11のタイムを記録してアメリカでの初のGIタイトルを獲得した。ここまで6戦無敗と底を見せておらず、更なる活躍が期待されたが、左脚球節の故障により戦線を離脱し、2004年8月に現役引退が発表された。

## 競走成績
以下の内容は、EQUIBASEの情報に基づく。
| 出走日     | 競馬場           | 競走名                                 | 格 | 距離   | 着順 | 騎手              | 着差     | 1着（2着）馬       |
| ---------- | ---------------- | -------------------------------------- | -- | ------ | ---- | ----------------- | -------- | ------------------ |
| 2002.08.09 | ヒポドロモ       | 未勝利                                 |    | ダ6f   | 1着  |                   |          |                    |
| 0000.10.12 | サンイシドロ     | サンイシドロ大賞                       | G1 | 芝8f   | 1着  |                   |          |                    |
| 0000.12.14 | サンイシドロ     | JSアンチョレナ大賞                     | G1 | 芝8f   | 1着  |                   |          |                    |
| 2003.06.07 | ハリウッドパーク | アローワンス・オプショナルクレーミング |    | ダ8.5f | 1着  | A. ソリス         | 3馬身    | （Primerica）      |
| 0000.07.04 | ハリウッドパーク | アメリカンハンデキャップ               | G2 | 芝9f   | 1着  | G. スティーヴンス | 3/4馬身  | （Special Ring）   |
| 0000.08.24 | デルマー         | パシフィッククラシックステークス       | G1 | ダ10f  | 1着  | J. クローン       | 3馬身1/4 | （Medaglia d'Oro） |

## 種牡馬時代
2005年よりケンタッキー州のヒルンデイルファームで種牡馬入り。初年度産駒がデビューした2008年の新種牡馬リーディングで3位となり、2009年からレーンズエンドファームに移動。2017年はエクリプス賞年度代表馬に輝いたガンランナーの活躍によって北米種牡馬リーディングでアンブライドルズソングに次ぐ2位に入った。2019年度の種付料は8万ドルだったが、2020年度には10万ドルに上昇している。
産駒のトゥワーリングキャンディが種牡馬入りしており、2021年プリークネスステークス勝ちのロンバウアーなどのG1ウイナーを輩出している。

### 主な産駒
- 2006年産
  - エヴィータアルゼンティーナ（2009年ラブレアステークス）
  - キャプテンキャンディマンキャン（2009年キングズビショップステークス）
  - エルブルホ（2010年パットオブライエンステークス）
  - ミスリメンバード（2010年サンタアニタハンデキャップ）
- 2007年産
  - シドニーズキャンディ（2010年サンタアニタダービー）
  - トゥワーリングキャンディ（2010年マリブステークス）
- 2008年産
  - ホームスウィートアスペン（2012年サンタモニカステークス）
- 2011年産
  - シェアードビリーフ（2015年サンタアニタハンデキャップ、2014年パシフィッククラシックステークス、オーサムアゲインステークス、マリブステークス、2013年キャッシュコールフューチュリティ）
- 2012年産
  - アセンド（2017年マンハッタンステークス）
- 2013年産
  - ガンランナー（2018年ペガサスワールドカップ、2017年ブリーダーズカップ・クラシック、ウッドワードステークス、ホイットニーステークス、スティーブンフォスターハンデキャップ、2016年クラークハンデキャップ）
  - レオフリック（2018年クラークハンデキャップ）
- 2014年産
  - マスタリー（2016年ロスアラミトスフューチュリティ）
- 2015年産
  - セパレーションオブパワーズ（2017年フリゼットステークス、2018年テストステークス）
  - オーリーズキャンディ（2019年クレメント・L・ハーシュステークス）
- 2016年産
  - ゲームウィナー（2018年デルマーフューチュリティステークス、アメリカンファラオステークス、ブリーダーズカップ・ジュヴェナイル）
  - ヴェコマ（2020年カーターハンデキャップ、メトロポリタンハンデキャップ）
- 2018年産
  - ロックユアワールド（2021年サンタアニタダービー）
- 2020年産
  - ガウロケットライド（2023年ハスケルステークス）
  - ヒットショー（2025年ドバイワールドカップ）
- 2021年産
  - キャンディド（2023年アルシバイアディーズステークス）

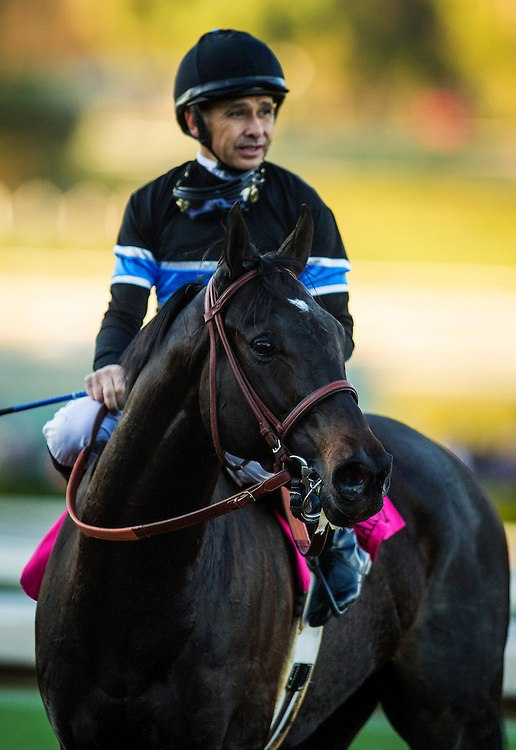
シェアードビリーフ（2011年産）
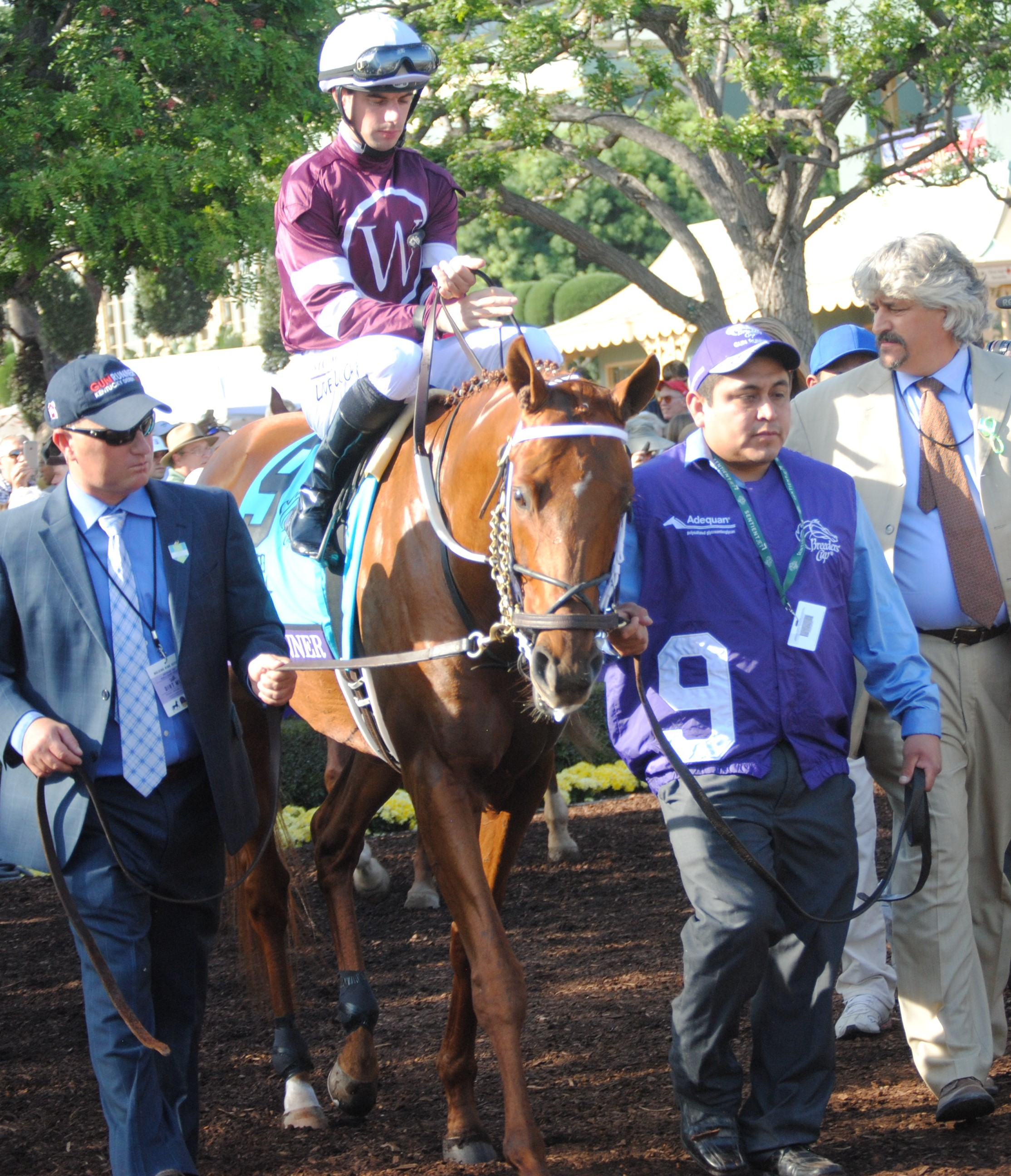
ガンランナー（2013年産）
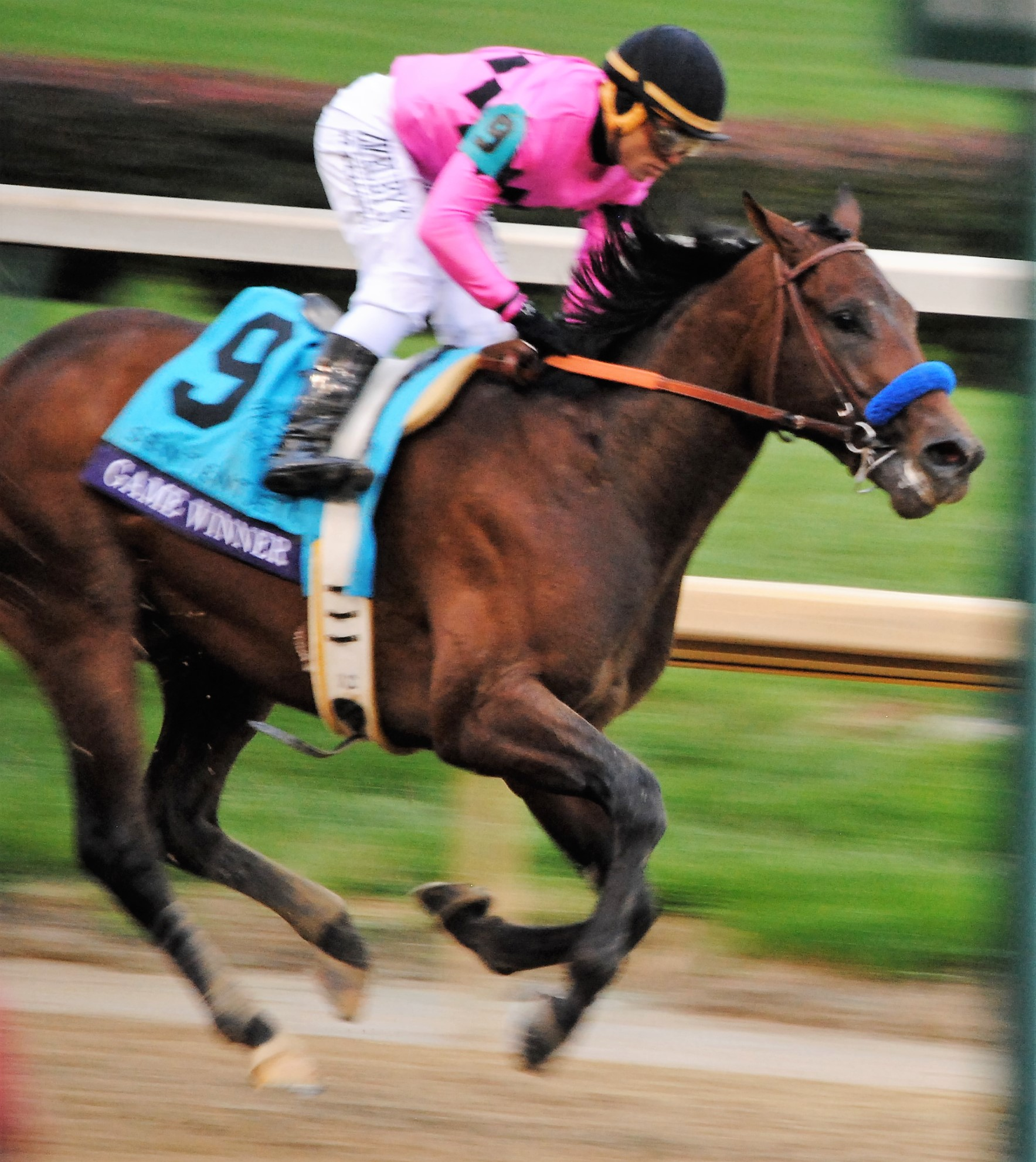
ゲームウィナー（2016年産）

### ブルードメアサイアーとしての主な産駒
- 2015年産
  - タウンクルーズ（2021年ウッドバインマイル）（父タウンプライズ）
- 2018年産
  - サーチリザルツ（2021年エイコーンステークス）（父フラッター）
  - ラーゴム（2021年きさらぎ賞）（父オルフェーヴル）
- 2019年産
  - エピセンター（2022年トラヴァーズステークス）（父ノットディスタイム）
- 2020年産
  - チョコレートジェラート（2022年フリゼットステークス）（父プラクティカルジョーク）
- 2021年産
  - ヌテラフェラ（2023年ホープフルステークス）（父ランハッピー）
  - エコロブルーム（2024年ニュージーランドトロフィー）(父ダイワメジャー)[12]

## 血統表
| キャンディライドの血統        | キャンディライドの血統            | キャンディライドの血統   | （血統表の出典）         | （血統表の出典） |
| 父系                          | ミスタープロスペクター系          | ミスタープロスペクター系 | ミスタープロスペクター系 | [ § 2 ]          |
| 父 Ride the Rails 1991 黒鹿毛 | 父の父Cryptoclearance 1984 黒鹿毛 | Fappiano                 | Mr. Prospector           | Mr. Prospector   |
| 父 Ride the Rails 1991 黒鹿毛 | 父の父Cryptoclearance 1984 黒鹿毛 | Fappiano                 | Killaloe                 |                  |
| 父 Ride the Rails 1991 黒鹿毛 | 父の父Cryptoclearance 1984 黒鹿毛 | Naval Orange             | Hoist The Flag           | Hoist The Flag   |
| 父 Ride the Rails 1991 黒鹿毛 | 父の父Cryptoclearance 1984 黒鹿毛 | Naval Orange             | Mock Orange              |                  |
| 父 Ride the Rails 1991 黒鹿毛 | 父の母Herbalesian 1969 鹿毛       | Herbager                 | Vandale                  | Vandale          |
| 父 Ride the Rails 1991 黒鹿毛 | 父の母Herbalesian 1969 鹿毛       | Herbager                 | Flagette                 |                  |
| 父 Ride the Rails 1991 黒鹿毛 | 父の母Herbalesian 1969 鹿毛       | Alanesian                | Polynesian               | Polynesian       |
| 父 Ride the Rails 1991 黒鹿毛 | 父の母Herbalesian 1969 鹿毛       | Alanesian                | Alablue                  |                  |
| 母 Candy Girl 1990 栗毛       | 母の父Candy Stripes 1982 栗毛     | Blushing Groom           | Red God                  | Red God          |
| 母 Candy Girl 1990 栗毛       | 母の父Candy Stripes 1982 栗毛     | Blushing Groom           | Runaway Bride            |                  |
| 母 Candy Girl 1990 栗毛       | 母の父Candy Stripes 1982 栗毛     | *バブルカンパニー        | Lyphard                  | Lyphard          |
| 母 Candy Girl 1990 栗毛       | 母の父Candy Stripes 1982 栗毛     | *バブルカンパニー        | Prodice                  |                  |
| 母 Candy Girl 1990 栗毛       | 母の母City Girl 1982 栗毛         | Farnesio                 | Good Manners             | Good Manners     |
| 母 Candy Girl 1990 栗毛       | 母の母City Girl 1982 栗毛         | Farnesio                 | La Farnesina             |                  |
| 母 Candy Girl 1990 栗毛       | 母の母City Girl 1982 栗毛         | Cithara                  | Utopico                  | Utopico          |
| 母 Candy Girl 1990 栗毛       | 母の母City Girl 1982 栗毛         | Cithara                  | Cithere                  |                  |
| 母系(F-No.)                   | (FN:13-c)                         | (FN:13-c)                | (FN:13-c)                | [ § 3 ]          |
| 5代内の近親交配               | Alablue 5 × 4 = 9.38%             | Alablue 5 × 4 = 9.38%    | Alablue 5 × 4 = 9.38%    | [ § 4 ]          |
| 出典                          | 1. 2. 3. 4.                       | 1. 2. 3. 4.              | 1. 2. 3. 4.              | 1. 2. 3. 4.      |